# Gordius z Jerozolimy
Gordios z Jerozolimy – trzydziesty trzeci biskup Jerozolimy.